# Região metropolitana Frankfurt/Reno-Meno

Região metropolitana Frankfurt/Reno-Meno.

Região metropolitana Frankfurt/Reno-Meno, muitas vezes chamado simplesmente de região de Frankfurt Reno-Meno, é a terceira maior região metropolitana na Alemanha (depois do Vale do Ruhr e de Berlim), com uma população total superior a 5,8 milhões de habitantes. A região metropolitana está localizada na parte centro-oeste do país e estende-se por partes de três estados federais: Hesse, Renânia-Palatinado e Baviera, bem como as cidades de Frankfurt am Main, Wiesbaden, Offenbach, Mainz, Darmstadt e Aschaffenburg.
Esta metrópole policêntrica recebe o nome de sua cidade núcleo, Frankfurt am Main, e de dois rios, o Reno e o Meno. A área de Frankfurt Reno-Meno é oficialmente designada como uma região metropolitana europeia pelo governo alemão e cobre uma área de aproximadamente 13.000 quilômetros quadrados. 